# Torneo Godó 2000 - Qualificazioni singolare
Le qualificazioni del singolare  del Torneo Godó 2000 sono state un torneo di tennis preliminare per accedere alla fase finale della manifestazione. I vincitori dell'ultimo turno sono entrati di diritto nel tabellone principale. In caso di ritiro di uno o più giocatori aventi diritto a questi sono subentrati i lucky loser, ossia i giocatori che hanno perso nell'ultimo turno ma che avevano una classifica più alta rispetto agli altri partecipanti che avevano comunque perso nel turno finale.
Le qualificazioni del torneo Torneo Godó  2000 prevedevano 28 partecipanti di cui 7 sono entrati nel tabellone principale.

## Teste di serie
1. Albert Portas (Qualificato)
2. Christophe Rochus (Qualificato)
3. David Prinosil (primo turno)
4. Jens Knippschild (primo turno)
5. German Puentes-Alcaniz (ultimo turno)
6. Bohdan Ulihrach (Qualificato)
7. Álex López Morón (primo turno)

1. David Nalbandian (primo turno)
2. Emilio Benfele Álvarez (ultimo turno)
3. Nicklas Kulti (Qualificato)
4. Gastón Etlis (Qualificato)
5. Joan Balcells (primo turno)
6. Juan-Albert Viloca-Puig (ultimo turno)
7. Cristiano Caratti (ultimo turno)

## Qualificati
1. Albert Portas
2. Christophe Rochus
3. Salvador Navarro-Gutierrez
4. Gastón Etlis

1. Nicklas Kulti
2. Bohdan Ulihrach
3. Tommy Robredo

## Tabellone

### Legenda
| - Q = Qualificato - WC = Wild card - LL = Lucky loser | - ALT = Alternate - SE = Special Exempt - PR = Protected Ranking | - w/o = Walkover - r = Ritirato - d = Squalificato |

### Sezione 1
|  | Primo turno | Primo turno          | Primo turno          | Primo turno | Primo turno |  |  | Ultimo turno | Ultimo turno   | Ultimo turno | Ultimo turno | Ultimo turno |  |
|  |             |                      |                      |             |             |  |  |              |                |              |              |              |  |
|  | 1           | Albert Portas        | Albert Portas        | 6           | 6           |  |  |              |                |              |              |              |  |
|  |             | Marc Fornell-Mestres | Marc Fornell-Mestres | 4           | 2           |  |  | 1            | Albert Portas  | 4            | 7            | 6            |  |
|  |             | Nenad Zimonjić       | 3                    | 7           | 6           |  |  |              | Nenad Zimonjić | 6            | 68           | 2            |  |
|  | 12          | Joan Balcells        | 6                    | 65          | 4           |  |  |              |                |              |              |              |  |

### Sezione 2
|  | Primo turno | Primo turno       | Primo turno       | Primo turno | Primo turno |  |  | Ultimo turno | Ultimo turno      | Ultimo turno      | Ultimo turno | Ultimo turno |  |
|  |             |                   |                   |             |             |  |  |              |                   |                   |              |              |  |
|  | 2           | Christophe Rochus | Christophe Rochus | 6           | 6           |  |  |              |                   |                   |              |              |  |
|  |             | Lars Burgsmüller  | Lars Burgsmüller  | 2           | 3           |  |  | 2            | Christophe Rochus | Christophe Rochus | 6            | 6            |  |
|  | 14          | Cristiano Caratti | 6                 | 4           | 7           |  |  | 14           | Cristiano Caratti | Cristiano Caratti | 3            | 1            |  |
|  |             | Andy Fahlke       | 4                 | 6           | 6           |  |  |              |                   |                   |              |              |  |

### Sezione 3
|  | Primo turno | Primo turno                | Primo turno                | Primo turno | Primo turno |  |  | Ultimo turno | Ultimo turno               | Ultimo turno               | Ultimo turno | Ultimo turno |  |
|  |             |                            |                            |             |             |  |  |              |                            |                            |              |              |  |
|  |             | Salvador Navarro-Gutierrez | Salvador Navarro-Gutierrez | 6           | 6           |  |  |              |                            |                            |              |              |  |
|  | 3           | David Prinosil             | David Prinosil             | 4           | 3           |  |  |              | Salvador Navarro-Gutierrez | Salvador Navarro-Gutierrez | 6            | 6            |  |
|  | 13          | Juan-Albert Viloca-Puig    | Juan-Albert Viloca-Puig    | 6           | 6           |  |  | 13           | Juan-Albert Viloca-Puig    | Juan-Albert Viloca-Puig    | 3            | 3            |  |
|  |             | Kentaro Masuda             | Kentaro Masuda             | 2           | 4           |  |  |              |                            |                            |              |              |  |

### Sezione 4
|  | Primo turno | Primo turno      | Primo turno   | Primo turno | Primo turno |  |  | Ultimo turno | Ultimo turno | Ultimo turno | Ultimo turno | Ultimo turno |  |
|  |             |                  |               |             |             |  |  |              |              |              |              |              |  |
|  |             | Marc López       | 6             | 5           | 6           |  |  |              |              |              |              |              |  |
|  | 4           | Jens Knippschild | 2             | 7           | 4           |  |  |              | Marc López   | Marc López   | 3            | 4            |  |
|  | 11          | Gastón Etlis     | Gastón Etlis  | 7           | 6           |  |  | 11           | Gastón Etlis | Gastón Etlis | 6            | 6            |  |
|  |             | Jordi Burillo    | Jordi Burillo | 64          | 3           |  |  |              |              |              |              |              |  |

### Sezione 5
|  | Primo turno | Primo turno            | Primo turno | Primo turno | Primo turno |  |  | Ultimo turno | Ultimo turno           | Ultimo turno | Ultimo turno | Ultimo turno |  |
|  |             |                        |             |             |             |  |  |              |                        |              |              |              |  |
|  | 5           | German Puentes-Alcaniz | 6           | 4           | 7           |  |  |              |                        |              |              |              |  |
|  |             | Petr Luxa              | 2           | 6           | 5           |  |  | 5            | German Puentes-Alcaniz | 6            | 4            | 62           |  |
|  | 10          | Nicklas Kulti          | 4           | 6           | 6           |  |  | 10           | Nicklas Kulti          | 2            | 6            | 7            |  |
|  |             | Eduardo Nicolas-Espin  | 6           | 2           | 2           |  |  |              |                        |              |              |              |  |

### Sezione 6
|  | Primo turno | Primo turno      | Primo turno | Primo turno | Primo turno |  |  | Ultimo turno | Ultimo turno     | Ultimo turno     | Ultimo turno | Ultimo turno |  |
|  |             |                  |             |             |             |  |  |              |                  |                  |              |              |  |
|  | 6           | Bohdan Ulihrach  | 4           | 6           | 6           |  |  |              |                  |                  |              |              |  |
|  |             | Mark Knowles     | 6           | 1           | 4           |  |  | 6            | Bohdan Ulihrach  | Bohdan Ulihrach  | 6            | 6            |  |
|  |             | David Nalbandian | 6           | 3           | 6           |  |  |              | David Nalbandian | David Nalbandian | 3            | 3            |  |
|  | 8           | Kevin Ullyett    | 3           | 6           | 2           |  |  |              |                  |                  |              |              |  |

### Sezione 7
|  | Primo turno | Primo turno            | Primo turno            | Primo turno | Primo turno |  |  | Ultimo turno | Ultimo turno           | Ultimo turno           | Ultimo turno | Ultimo turno |  |
|  |             |                        |                        |             |             |  |  |              |                        |                        |              |              |  |
|  |             | Tommy Robredo          | 7                      | 63          | 6           |  |  |              |                        |                        |              |              |  |
|  | 7           | Álex López Morón       | 5                      | 7           | 3           |  |  |              | Tommy Robredo          | Tommy Robredo          | 6            | 6            |  |
|  | 9           | Emilio Benfele Álvarez | Emilio Benfele Álvarez | 6           | 6           |  |  | 9            | Emilio Benfele Álvarez | Emilio Benfele Álvarez | 2            | 3            |  |
|  |             | Oscar Serrano-Gamez    | Oscar Serrano-Gamez    | 1           | 2           |  |  |              |                        |                        |              |              |  |